# 木村愛里
木村 愛里（きむら あいり、1989年7月6日 - ）は、北海道札幌市出身のタレント、女優、血液型はB型。身長154cm。所属事務所は札幌市豊平区美園に本社を置く「ミュージックファン」。

## 略歴
4歳の時に札幌の児童劇団「劇団フルーツバスケット」に所属し、5歳から子役としてテレビドラマやCM等への出演を開始。ミュージカル公演など舞台でも経験を積む。小学校4年生の時に出演した舞台をきっかけに本格的に俳優への活動を始める。
劇団を退団後、2003年8月に「河合絵里香 with SUPER NAVIGETY’S!」のメンバーAIRIとして歌手デビュー。2004年10月にNHK「POP JAM」出演。2006年10月に「SUPER NAVIGETY’S!」は突然解散。
その後、無所属の立場でNHK札幌放送局制作のドラマ「雪あかりの街」のオーディションを受け、150名以上の中から主役の石黒麻衣役に選ばれた。このことが後のタレント活動のきっかけとなる。高校を卒業した2008年4月に「ミュージックファン」所属となり、札幌でのタレント活動を開始する。
北海道テレビの朝の情報番組『イチオシ!モーニング』の放送開始から、気象予報士の清水秀一とともに平日のお天気キャスターを務め、明るい笑顔、清水が太鼓判を押す反射神経の良さ、清水とのミニコントなどで人気を得る。2012年からは土曜のメインキャスターも担当。2015年4月からは天気コーナーを卒業し、2019年3月までレギュラーメンバーを務めた。同番組内の子供向け体操コーナー「onちゃんおはようたいそう」の歌と踊りも担当した。
2014年6月8日、自身のオフィシャルブログ上で同年齢の男性と結婚・入籍したこと、および結婚後もタレント活動を継続することを発表した。
2019年8月30日、自身のオフィシャルブログ上で2カ月間イギリス・ロンドンにて語学留学することを発表した。
2020年9月28日、自身のインスタグラムで第一子妊娠を発表した。
2021年3月12日、第1子男児の誕生を発表した。

## 出演

### テレビドラマ
- 火曜サスペンス劇場「幻の女」 （2003年2月 日本テレビ）
- 「雪あかりの街」 （2007年5月・NHK北海道、2007年12月に全国放送）- 主役 石黒麻衣役（北海道大学農学部3年生・競技舞踏部所属という設定） [1]
- ALIVE〜希望のカケラ[13]（2009年11月17日、テレビ北海道） - 永原里美役
- アキの家族[14] （2010年3月16日、札幌テレビ放送） - 西田美江子 役
- 神様の赤ん坊（2012年12月24日、NHK BSプレミアム） - 水族館のアルバイト女性
- 僕が父親になるまで「神様の赤ん坊」アナザーストーリー（2013年2月15日、NHK北海道 / 2013年3月に全国放送）- 水族館のアルバイト女 役

### その他テレビ
- LIVE H（NHK札幌放送局、2010年4月 - 2012年3月）レポーター
- INFO H（NHK札幌放送局、2010年4月4日 - 2012年3月）MC
  - D+TV（NHK札幌放送局、最終週を除く土曜日 23:30-23:00・2012年4月 - 2013年3月）
  - 北海バンド史道（NHK札幌放送局、2013年6月10日・17日）MC[15]
- イチモニ!（北海道テレビ放送、2011年3月28日 - 2019年3月30日[8]）月曜 - 金曜:お天気キャスター→2015年4月からはレギュラーメンバー、土曜:メインキャスター
- ハナタレナックス「第7回ハナタレ美食ツアー ほらとふく」（2011年11月10日 - 12月15日） - 進行役 ※ハナタレナックスBlu-ray「第13滴〜2011傑作選・後編〜」に収録。
- イチオシ!!（北海道テレビ放送）
  - 月1回の料理コーナー「あいりの旬感クッキング」、「あいりの楽はやっ！クッキング」（2015年4月1日 - 2017年3月1日[16]、2021年10月6日 - ）
  - 月曜 - 水曜：スタジオレギュラー（2019年4月1日 - 2020年9月30日）
- ぶらりお散歩カメラ（ジェイコム札幌J:COMチャンネルほか）
- グッチーな！（北海道放送、不定期VTR出演）

### CM
- 北海道NTT DoCoMo
- セキスイハイム
- 北電（ほくでん）
- 練成会グループ
- 札幌市消防局防火ポスター
- きのとや「札幌農学校」
- 北日本フード「スーパー極上キムチ」
- ネスカフェ「珈琲生豆茶」北海道限定インフォマーシャル （2011年）[17]
- サントリー「青の伊右衛門 贅沢冷茶」北海道限定インフォマーシャル （2014年）[18]
- マックスバリュ北海道
- 北海道労働金庫
- イオン北海道
- 眼鏡市場

### ラジオ
- SUPER NAVIGETY’S!（AIR-G'、2006年4月 - 10月）
- GOTCHA〜FUN'S Radio（AIR-G'、金曜日深夜1時-2時・2008年 - 2010年3月26日）
- 木村愛里の天然水ナチュラルウェンズデー。（AIR-G'、水曜日20:30-20:55・2009年1月7日 - 2009年12月26日）[19]
- SATURDAY FUN  （AIR-G'、土曜日12:30-13:00・2010年4月3日 - ）[20]
- D+RADIO（NHK札幌放送局、最終週を除く金曜日 18:00-18:50・2012年4月 - 2013年3月）
- FUN'S AFTERNOON（FM NORTH WAVE、日曜日16:00-17:00・2014年4月6日 - ）[21]